# Kontraktowa-Platz
Der Kontraktowa-Platz (ukrainisch Контрактова площа Kontraktowa ploschtscha) ist einer der ältesten Plätze der ukrainischen Hauptstadt Kiew und das Herz des Stadtteils Podil mit einer Vielzahl an Baudenkmälern wie dem Haus Nasarija Suchoty, dem Zentralgebäude der Kiew-Mohyla-Akademie, dem Kontrakthaus, dem Samsonbrunnen, dem Sahaidatschnyj-Denkmal, der Pyrohoschtscha-Kirche und dem Katharinenkloster sowie vielen kulturellen Einrichtungen und der Botschaft der Niederlande.

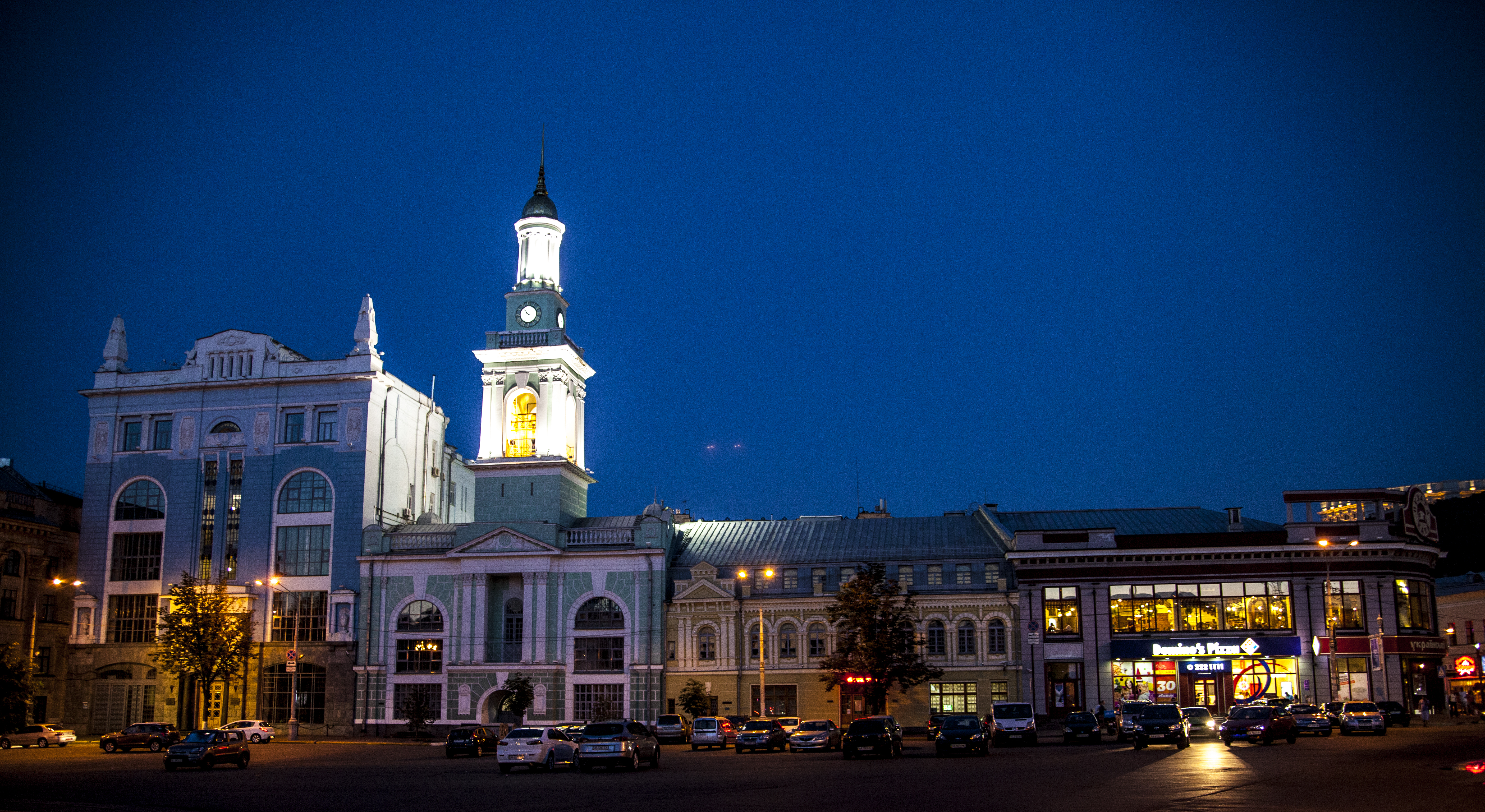
Der Platz mit dem Katharinenkloster am Abend

Der im Zentrum des Platzes gelegene Handelshof Hostynyj Dwir teilt diesen in einen Nord- und Südteil.
Der Platz, der schon zu Zeiten der Kiewer Rus bestand und damals der wichtigste Marktplatz der Stadt war, ist ein Verkehrsknotenpunkt auf den neun Straßen einmünden, darunter der Andreassteig. Außerdem ist der Platz an das Straßenbahnnetz angebunden und besitzt einen U-Bahnhof der Metro Kiew.

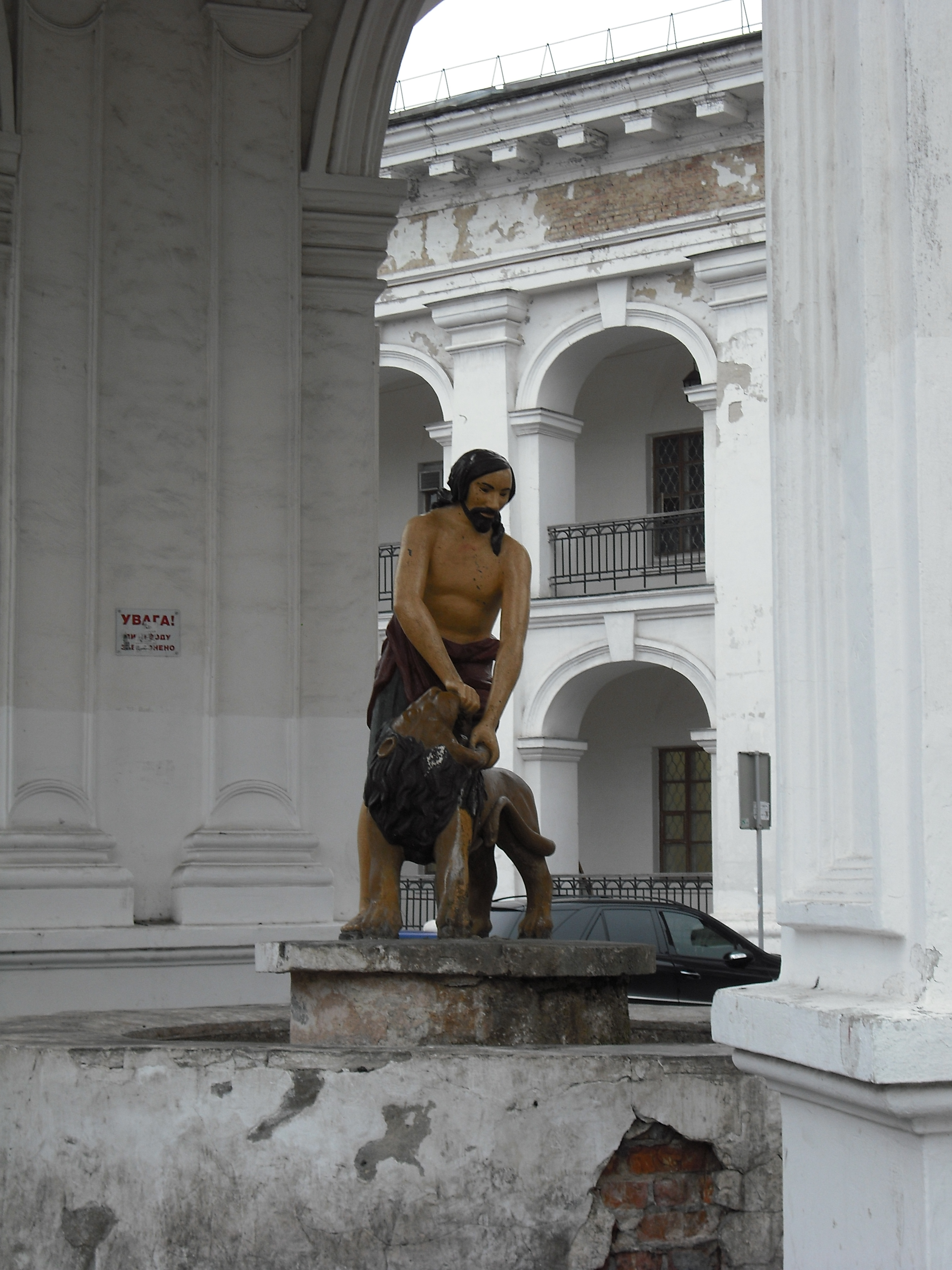
Samson-Brunnen
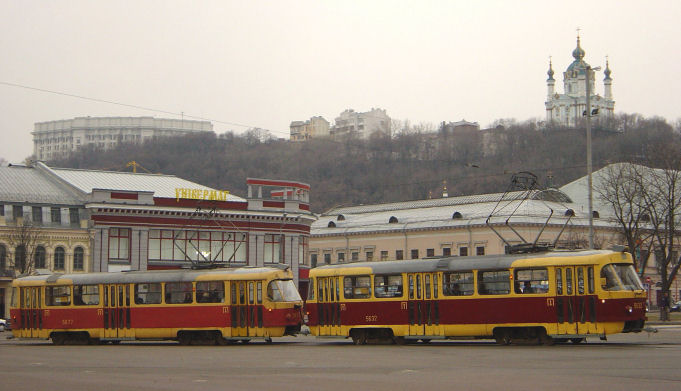
Straßenbahn auf dem Kontraktowa-Platz